# Jaffa (Csillagkapu)
A Jaffák ([dʒ'fa:] vagy ['dʒaffa]) a Csillagkapu-univerzum kitalált szereplőinek faja. A fajt genetikai módosításokkal a Goa’uldok hozták létre, hogy szolgálják őket katonaként, illetve a fiatal egyedek, vagyis a szimbióták számára inkubátorként szolgáljanak.

## Jellemzőik
A Jaffák és emberek közti legfőbb különbség a hasukon lévő erszény, melynek X alakú nyílásán át a lárvát kivehetik vagy behelyezhetik. Az erszényben a Goa’uld lárva (prim'tah) akár száz évig élhet és növekedhet. A Goa’uldoknak speciális eszközük van arra, hogy az embereket Jaffává változtassák. A szimbióta megnövekedett erőt, egészséget, gyorsabb gyógyulát és hosszú élettartamot biztosít a gazdatestnek. Ezzel együtt azonban helyettesíti és ezáltal elnyomja a gazdatest saját immunrendszerét, így ha egy szimbiótát eltávolítanak a Jaffa testéből, lassú és fájdalmas halál vár rá. Ennek megoldása egy új fiatal lárva behelyezése az erszénybe, vagy pedig élethosszig tartó kezelés a tretonin szerrel. A Jaffáknak egy bizonyos kor elérésekor – tízéves koruk környékén – kell hozzájutniuk első szimbiótájukhoz, különben meghalnak. A gazdatestnek nincs szüksége alvásra, de rendszeresen el kell végeznie a kel'no'reem meditációt, melynek során összhangba kerül szimbiótájával. A Jaffáknak lehetőségük van kommunikálni szimbiótájukkal a kel'no'reem egy veszélyesen mély fázisában.
Azok a Jaffák, akik valamelyik Goa’uld nagyúr szolgálatában állnak, mesterük jelét a homlokukra tetoválva viselik. A Jaffák legmagasabb elérhető rangja az Első Harcos, homlokán arany tetoválást visel. Ezt egy speciális késsel vágják bele a bőrbe, majd a sebbe folyékony állapotú aranyat csorgatnak és nagyon fájdalmas folyamat. Más, szintén magasabb rangú Jaffák tetoválása lehet ezüst színű is. A rendszerurak elit testőrsége olyan sisakot visel, mely rendszerurának szimbolikus állatformáját imitálja.
A CSK-1 három nevezetesebb Jaffa csoporttal került kapcsolatba. A Hak'tyl bolygó lakói harcos nőnemű Jaffák, vezetőjük Ishta, Moloc legfőbb papnője. Amikor Moloc elrendelte, hogy minden újszülött Jaffa-lányt áldozzanak fel, Isha titokban elkezdte azokat kimenekíteni a bolygóról a Hak'tylra. A Csillagkapu Parancsnokság csapatainak végül sikerült Molocot legyőznie az Áldozatok című epizódban. A Hak'tyl lakóinak jelentős hatalmuk van a Szabad Jaffa Nemzet tagjai között.
A Sodanokkal a Babylon című részben találkozik a CSK-1. A Jaffák eme legendás nemzetsége több mint ötezer évvel korábban fellázadtak uruk, a Goa'uld Ishkur ellen és egy mások számára ismeretlen bolygón alkottak új társadalmat. A Sodanok egyetlen célja, hogy kövessék az Ősök útját és elérjék a felemelkedést.
A harmadik Jaffa csoport az Ori által megtérített Arkad csapata, akik elhitték, hogy az Ori hozzásegíti őket a felemelkedéshez, és saját népük ellen követtek el merényletek a nemzet sorsáról folyó tárgyaláson. Teal’c végül megöli Arkadot.

## Jaffa kultúra
A Jaffák egy harcos nemzet. Hitük szerint a Goa'uldok istenek, őket szolgálni a legnagyobb megtiszteltetés, és értük meghalni hatalmas jutalommal jár a túlvilági életben. A Jaffák hatalmas bátorsággal és akaraterővel rendelkeznek. Bár uruk számára csak feláldozható emberek, ők mégis büszkék ügyességükre, harcban elért eredményeikre, és óriási büszkeséggel és önérzettel bírnak. Hisznek a legendáikban, mint például a Kheb bolygó legendája, ahová haláluk után a lelkük kerülhet. A Jaffák nevezetesek még az ellenségeik iránt táplált haragjukról és hosszú memóriájukról. Csekély humorérzékük van, ám léteznek Jaffa-viccek, melyeket főként a rivális rendszerurak Jaffái találnak ki egymásról.

## Külső hivatkozások
- Stargate Wikia
- Stargate Omnipedia